# Sofijiwka Persza (obwód charkowski)
Sofijiwka Persza (ukr. Софіївка Перша) – wieś na Ukrainie, w obwodzie charkowskim, w rejonie łozowskim, w hromadzie Błyzniuky. W 2001 liczyła 495 mieszkańców.